# Шандра кримська
Шандра кримська, шандра хвостовидна (Marrubium peregrinum) — вид рослин з родини глухокропивові (Lamiaceae), поширений у Криму й північному Кавказі.

## Опис
Багаторічна рослина 30–65 см заввишки. Листки яйцеподібні або майже округлі, зверху блідо-зелені. Віночок 12 мм довжиною, рожевий, кільця багатоквіткові. Зубці чашечки загнуті назовні.

## Поширення
Поширений у Криму й північному Кавказі.
В Україні вид зростає на кам'янистих схилах — у Криму (ок. м. Судака).